# New International Encyclopedia

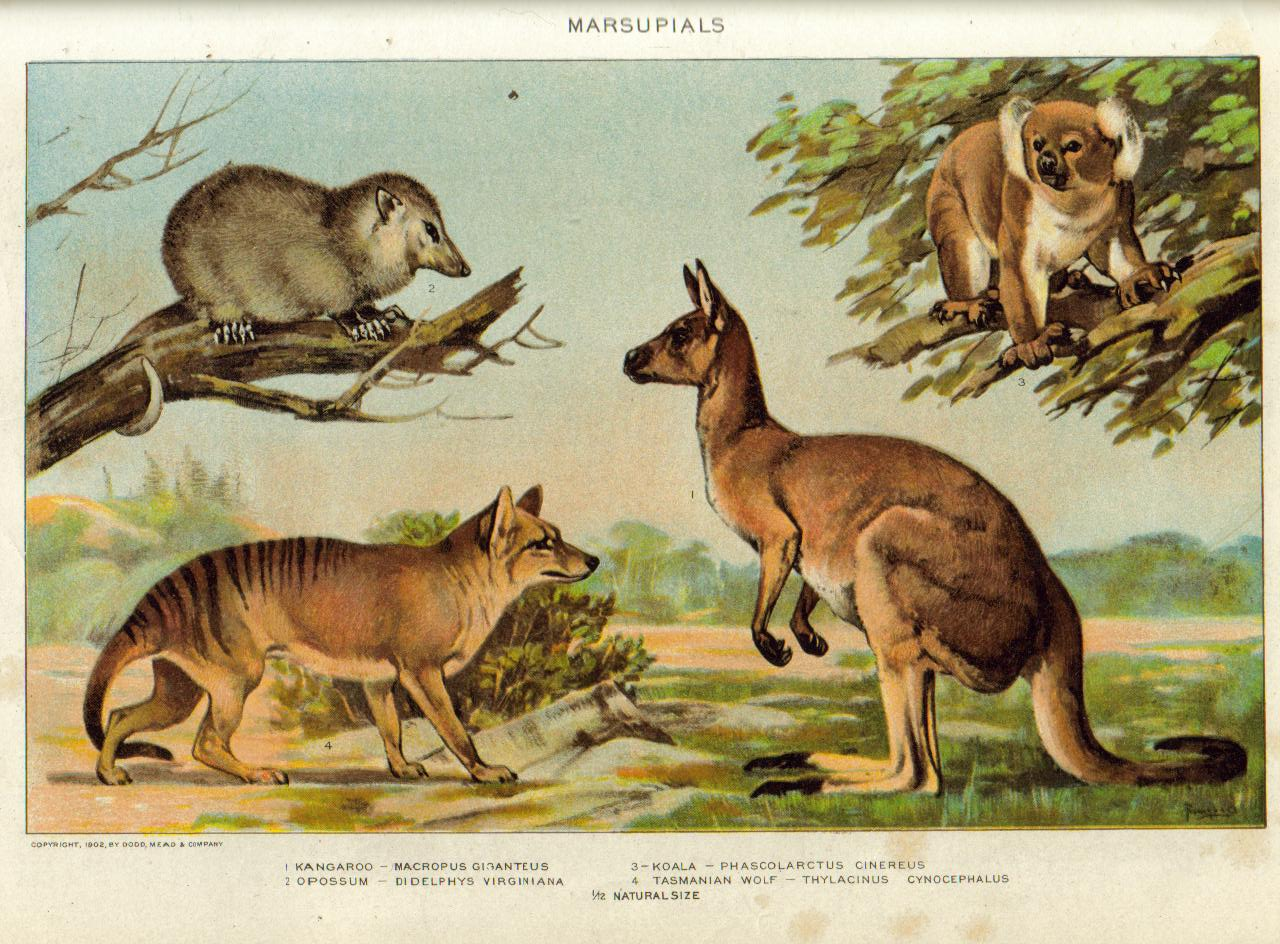
Marsupiales

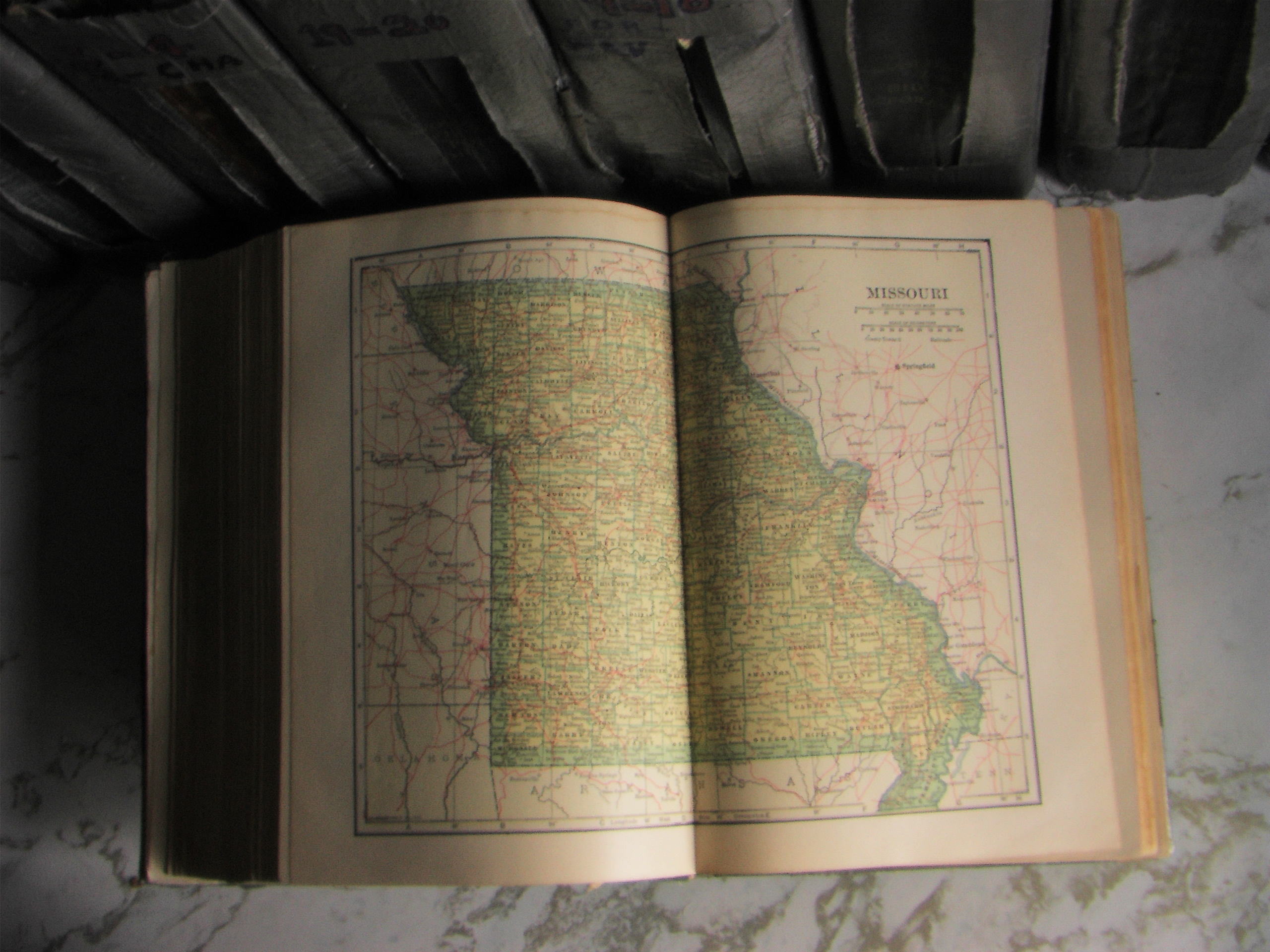
Missouri

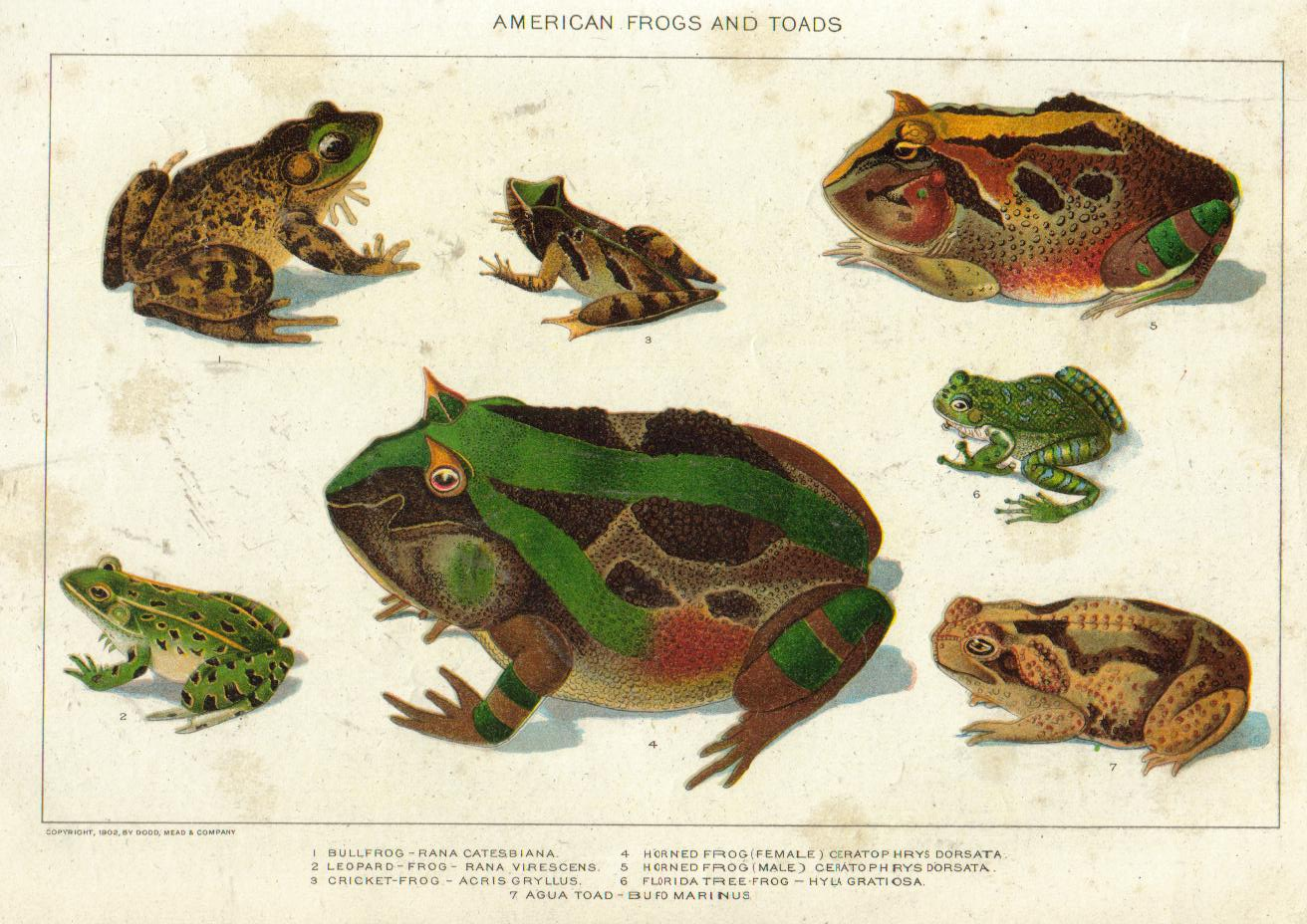
Especies de ranas

La New International Encyclopedia fue una enciclopedia estadounidense inicialmente publicada en 1902 por Dodd, Mead and Company. Provenía de la International Cyclopaedia, de 1884.
La New International Encyclopedia fue ampliada de 17 volúmenes a 20 en 1906; y la 2.ª edición apareció en 1914 en 24 volúmenes.
El material de 1926 fue impreso en Cambridge, Massachusetts por la The University Press. La Boston Bookbinding Co. de Cambridge elaboró las cubiertas. Comprende la enciclopedia trece libros en veintitrés volúmenes, incluyéndose después un suplemento del volumen 23. Cada texto contiene cerca de 1600 páginas.
Gran parte del material biográfico se registró en la New International Encyclopedia. Así, por ejemplo, se incluye en el suplemento de la edición de 1926 una temprana descripción de Adolfo Hitler y sus actividades de 1920 a 1924. Se reconoce que muchos nombres descriptivos y científicos de plantas y animales están obsoletos.
Contiene numerosos mapas en color y desplegables de naciones, colonias y protectorados que existieron a principios del siglo XX. Esos mapas son valiosas por sus datos de fronteras nacionales y coloniales en Europa, Asia y África en la época de la Primera Guerra Mundial. Contenía abundantes dibujos, ilustraciones y fotografías.

## Historia
La New International Encyclopedia fue la sucesora de la International Cyclopaedia, 1884.
Inicialmente, la International Cyclopaedia fue en gran parte una reimpresión de la Biblioteca del Conocimiento Universal de Alden, que fue una reimpresión de la británica Chambers's Encyclopaedia con adiciones estadounidenses (incluyendo muchas entradas biográficas de estadounidenses).
La International Cyclopaedia fue muy mejorada por los editores Harry Thurston Peck y Selim Peabody, cambiándose el título a New International Encyclopedia en 1902, con los editores Harry Thurston Peck, Daniel Coit Gilman, Frank Moore Colby.
En 1906, la New International Encyclopedia fue ampliada de 17 a 20 volúmenes.
La 2.ª edición apareció en 1914 con 24 volúmenes, puesta a punto con nuevos tipos y revisada a fondo. Poseía abundante cantidad de biografías.

## Contribuyentes y editores
Más de 500 hombres, y varias mujeres, compusieron y presentaron la información contenida en la New International Encyclopedia.
Editores de la Primera Edición
- Daniel Coit Gilman, LL.D., presidente de Johns Hopkins University (1876-1901), Presidente de la Carnegie Institution
- Harry Thurston Peck, Ph.D., L.H.D.
- Frank Moore Colby, M. A., antes profesor en New York University

Editores de la Segunda Edición
- Frank Moore Colby, M. A.
- Talcott Williams, LL.D., L.H.D., Litt. D. Director de la Escuela de Periodismo, Columbia University